# Volta Limburg Classic 2022
La Volta Limburg Classic 2022, quarantasettesima edizione della corsa, valevole come evento dell'UCI Europe Tour 2022 categoria 1.1, si è svolta il 2 aprile 2022 su un percorso di 195 km, con partenza e arrivo a Eijsden, nei Paesi Bassi. La vittoria è stata appannaggio del belga Arnaud De Lie, che ha completato il percorso in 5h 04' 26" alla media di 38,432 km/h precedendo l'italiano Stefano Oldani e il connazionale Loïc Vliegen.
Al traguardo di Eijsden sono stati 42 i ciclisti, dei 148 partiti dalla medesima località, che hanno portato a termine la competizione.

## Squadre e corridori partecipanti
| N.      | Cod. | Squadra                    |
| ------- | ---- | -------------------------- |
| 1-7     | TJV  | Jumbo-Visma                |
| 11-17   | LTS  | Lotto Soudal               |
| 22-27   | IWG  | Intermarché-Wanty-Gobert   |
| 31-37   | DDS  | Development Team DSM       |
| 41-47   | AFC  | Alpecin-Fenix              |
| 51-57   | BWB  | Bingoal Pauwels Sauces WB  |
| 61-67   | SVB  | Sport Vlaanderen-Baloise   |
| 71-77   | BCF  | Bardiani-CSF-Faizanè       |
| 81-86   | BBK  | B&B Hotels-KTM             |
| 91-97   | BCY  | BEAT Cycling               |
| 101-107 | MET  | Metec-SOLARWATT p/b Mantel |

| N.      | Cod. | Squadra                           |
| ------- | ---- | --------------------------------- |
| 121-127 | GDM  | Geofco-Doltcini Materiel Velo.com |
| 131-137 | RIW  | Riwal Cycling Team                |
| 141-147 | VWE  | VolkerWessels Cycling Team        |
| 151-157 | EHS  | Team Elevate p/b Home Solution    |
| 161-167 | ALQ  | Allinq Continental Cycling Team   |
| 171-177 | TIS  | Tarteletto-Isorex                 |
| 181-187 | ABC  | Abloc CT                          |
| 191-197 | MCT  | Minerva Cycling                   |
| 201-207 | SVL  | Saris Rouvy Sauerland Team        |
| 211-217 | RDW  | WiV SunGod                        |
| 221-227 | XSU  | XSpeed United Continental         |

## Ordine d'arrivo (Top 10)
| Pos. | Corridore        | Squadra       | Tempo    |
| ---- | ---------------- | ------------- | -------- |
| 1    | Arnaud De Lie    | Lotto         | 5h04'26" |
| 2    | Stefano Oldani   | Alpecin       | s.t.     |
| 3    | Loïc Vliegen     | Intermarché   | s.t.     |
| 4    | Jacob Eriksson   | Riwal         | s.t.     |
| 5    | Kamiel Bonneu    | Sport Vl.     | s.t.     |
| 6    | Tom Dumoulin     | Jumbo         | a 12"    |
| 7    | Dries De Bondt   | Alpecin       | a 59"    |
| 8    | Elmar Reinders   | Riwal         | s.t.     |
| 9    | Bart Lemmen      | VolkerWessels | s.t.     |
| 10   | Philippe Gilbert | Lotto         | a 1'00"  |